# Île Ar-Morbic
L'île Ar-Morbic, ou Ar Morbic (en breton Ar Morbig est le nom de l'oiseau 'huîtrier') est située dans l'archipel de Bréhat, à l'est de l'île principale, soit Bréhat.
Elle est inhabitée et accueille de temps à autre des kayakistes ou des plaisanciers venus y pique-niquer.